# Военно-инженерный журнал
«Военно-инженерный журнал» — российский и советский военно-технический журнал инженерных войск (инженерного корпуса), основанный в 1857 году как «Инженерный Журнал», заменивший выходившие в Российской Империи с 1826 года «Инженерные Записки», и сохранивший название «Инженерный Журнал» до 1917 года. 

## История
«Инженерные Записки» издавались по распоряжению инженерного начальства Военного ведомства Инженерным отделением Военно-учёного комитета России, и выходили в столице империи, в городе Санкт-Петербург с 1826 года по 1856 год, с активным участием профессорско-преподавательского состава Главного инженерного училища. «Инженерных Записок» вышло всего за этот период 42 части, а личный и предметный «Указатель» за все время издания  «Инженерных Записок» был помещён в № 6 «Инженерного Журнала», за 1860 год. Слабой стороной «Инженерных записок» была нерегулярность выпуска и отсутствие единой редакционной политики (они издавались по мере накопления материала).
В 1857 году «Инженерные Записки» были преобразованы в «Инженерный Журнал». Он издавался 4 раза в год, с 1860 года — 6 раз в год, с 1865 года — семь раз в год, с 1866 года ежемесячно. Журнал публиковал материалы о фортификации, боевом применении инженерных частей, новшествах в подрывном, подземно-минном деле и тому подобное. В официальном отделе печатались приказы, циркуляры и иные акты по военно-инженерному ведомству, донесения и отчёты его важнейших учреждений, официальные отчеты о деятельности инженерных войск (включая материалы различных испытаний инженерной техники и вооружения). В неофициальный отдел журнала входили, кроме статей специального технического содержания, статьи по истории инженерного дела в России и обширный библиографический обзор новых книг по инженерному делу и военных журналов. Тираж колебался в разные годы от 1200 до 2600 экземпляров. Свыше 60 лет журналом руководил А. А. Савурский, после его кончины его сменил генерал П. Клокачёв (1912—1917).
После Великой Октябрьской социалистической революции выход журнала производился нерегулярно. В 1920 году он был преобразован в «Военно-инженерный журнал» (с 1922 года именовался «Военно-инженерное дело», с 1925 года издавался в качестве приложения к журналу «Война и техника», в 1942 году возобновлён выпуск самостоятельного  «Военно-инженерного журнала»). Круг вопросов, которому были посвящены его публикации, включал в себя обустройство инженерных сооружений, боевую подготовку советских инженерных войск, инженерную технику, обеспечение и тому подобно. Широко освещался опыт решения инженерных задач в реальных боевых условиях.
В 1960 году «Военно-инженерный журнал» и ряд других военных журналов был объединён с журналом «Военный вестник».
Но жизнь показала, что это решение было неверным. Недостаток площадей для военно-инженерной тематики в «Военном вестнике» заставил Инженерное управление Советской армии издавать свой собственный «Информационно-технический бюллетень инженерных войск» (1973—1991).
В 2016 году выпуск «Инженерного журнала» был возобновлён в Российской Федерации.